# Спартак (Чернігів)
Футбольний клуб «Спартак» або просто «Спартак»  — радянський футбольний клуб з міста Чернігів.

## Історія
Футбольний клуб «Спартак» заснований у XX столітті в місті Чернігів. У 1938 року команда стартувала в кубку СРСР. В 1/4 фіналу зонального етапу отримали технічну перемогу над коростенськими одноклубниками, а в півфіналі — поступилася київському «Воднику». До початку Німецько-радянської війни виступав у другій та третій групах чемпіонату УРСР. У 1940 році «Спартак» виграв третю групу чемпіонату УРСР. У 1949 та 1951 роках виступав у Першій групі чемпіонату УРСР. Також виступав у кубках УРСР 1939, 1940, 1949, 1951 та 1964 років. Саме в 1964 році чернігівська команда продемонструвала свій найкращий результат у турнірі. У першому колі «Спартак» обіграв (2:1) «Гвардія» (Ромни), а в 2-у колі поступився (0:3) тернівському «Авангарду». Згодом команду розформували.

## Досягнення
- Кубок СРСР
  - 1/128 фіналу (1): 1938

- Третя група чемпіонату УРСР
  -  Чемпіон (1): 1940